# Répalepke
A répalepke (Pieris rapae) a rovarok (Insecta) osztályának lepkék (Lepidoptera) rendjébe, ezen belül a fehérlepkék (Pieridae) családjába tartozó faj.

## Előfordulása
Egész Európában előfordul a 62. szélességi fokig; egyes példányai északabbra még megfigyelhetők. Többé-kevésbé egész Észak-Afrikában és Ázsia mediterrán térségében is előfordul. Mindenütt közönséges, esetenként tömegesen is fellép: Magyarországon ez a leggyakoribb nappali lepke.

## Megjelenése
A répalepke elülső szárnya 1,6–3 centiméter hosszú. A káposztalepkénél (Pieris brassicae) kisebb, de ahhoz alakja és színezete is hasonlít, ezért „kis káposztalepkének” is nevezik. Elülső szárnyának csúcsfoltja legfeljebb a 3. hosszanti érig terjed, míg a káposztalepkéé a külső szegély közepéig fut le. A nőstény elülső szárnyán fölül két fekete folt van, míg a hímén csak egy (sőt, néha egy se).
A különböző nemzedékek imágóinak sötét foltjai és pikkelyezettsége eltérő. Hozzá hasonló faj a magyar fehérlepke (Pieris manii, régebben Artogeia manii), de annak szárnycsúcsán a fekete folt nagyobb.
A hernyó tompazöld egy világos csíkkal; oldalai is világosak. Bábja zöldesszürke vagy barnás, sárga csíkkal.
|  |  |

## Életmódja
Az olyan nyílt területeket kedveli, ahol sok a virág, így kertekben is megtaláljuk. A tengerpartoktól egészen 2000 méter magasságig előfordul. A kultúrtájhoz igen jól alkalmazkodott. A káposztalepkéhez hasonlóan lassan, csapongva repül. Olykor tömegesen elszaporodva nagy károkat okoz.
A kanadai Simon Fraser Egyetem kutatóinak megfigyelései alapján a répalepkék részben a látásuk segítségével találják meg a tápnövényeket. A növények által visszavert fény polarizáltságát veszik figyelembe, nem csupán a növények színét. A kutatások során e lepkefaj egyedei csak azon növényeket választották ki, amelyeknek a polarizált fénye a káposztáénak megfelelő arányú lineárisan polarizált fényt verte vissza. Még azt a káposztát is elkerülte, amelyiknek eltért a polarizált fénye a normál káposztáétól. Ezek alapján a kutatók a növények leveleinek polarizáltságát megváltoztatva a jövőben a rovarok és lepkék látásának becsapását is képesek lesznek a növényvédelem szolgálatába állítani.

## Szaporodása
Évente két–négy nemzedéke van. Magyarországon három nemzedéke fejlődik ki (ha az időjárás kedvező, a negyedik is). Az I. nemzedék lepkéi márciustól május végéig, a II. nemzedéké júniustól augusztus végéig, a III.-hoz tartozók pedig szeptember–októberben repülnek.
Petéit egyesével rakja a káposztafélékre.
Az I. nemzedék hernyói szeptember–októberben, a II.-é júniusban, a III.-é pedig szeptemberben tevékenyek. A hernyók a keresztesvirágúakon, mindenekelőtt a káposztán, a repcén, az ikravirágon és a kányazsomboron élnek. Míg az I. nemzedékbeli hernyók többnyire vadnövényeken tartózkodnak, a II. nemzedék tagjai szívesen vándorolnak át a kultúrnövényekre. Különösen kedvelik a káposzták belső, úgynevezett szívleveleit, míg a káposztalepke hernyói a káposztafejeket kívülről befelé haladva „dolgozzák meg”. A bábot övszerű szál rögzíti az aljzathoz, így telel át a tápnövényen, falakon vagy kerítéseken.
|  |  |